# شهر کوچک شنبه‌شب (فیلم)
شهر کوچک شنبه‌شب (به انگلیسی: Small Town Saturday Night) فیلمی محصول سال ۲۰۱۰ و به کارگردانی رایان کریگ است. در این فیلم بازیگرانی همچون کریس پاین، شان کریستیان، جان هاکس، بری بلیر، موس واتسون، رابرت پاین، برنت بریسکو، لین شی و اکتاویا اسپنسر ایفای نقش کرده‌اند.